# Nati nel 1571
| Questa pagina contiene informazioni ricavate automaticamente dalle voci biografiche con l'ausilio del template Bio e di un bot. L'aggiornamento è periodico e automatico e ricostruisce completamente la pagina. Se manca una persona in questa lista, sei pregato di non aggiungerla, ma accertati piuttosto che la sua voce biografica contenga il template Bio e che i dati anagrafici siano correttamente compilati. Se il template Bio manca, inseriscilo tu stesso o, in alternativa, metti l'avviso {{tmp\|Bio}} che ne segnala la mancanza. Se i dati riportati sono sbagliati, correggi direttamente la voce biografica; le modifiche saranno visibili in questa lista entro pochi giorni. Per chiarimenti vedi il progetto biografie. La lista contiene solo le 88 persone che sono citate nell'enciclopedia e per le quali è stato implementato correttamente il template Bio. Pagina aggiornata al 2 apr 2025. |

## Gennaio(5)
- 1º gennaio - Rutilio Manetti, pittore italiano († 1639)
- 4 gennaio - Orazio Mochi, scultore italiano († 1625)
- 9 gennaio - Karel Bonaventura Buquoy, generale tedesco († 1621)
- 21 gennaio - Johannes Isacius Pontanus, storiografo danese († 1639)
- 22 gennaio - Robert Bruce Cotton, politico inglese († 1631)

## Febbraio(2)
- 7 febbraio - Gabriel Pereira de Castro, giurista, poeta e docente portoghese († 1632)
- 15 febbraio - Michael Praetorius, compositore e teorico della musica tedesco († 1621)

## Marzo(1)
- 31 marzo - Pietro Aldobrandini, cardinale e collezionista d'arte italiano († 1621)

## Aprile(5)
- 9 aprile - Jerónimo de Rocamora, generale spagnolo († 1639)
- 21 aprile - Jacob Isaaczoon van Swanenburg, pittore olandese († 1638)
- 22 aprile - Giovanni Branca, ingegnere e architetto italiano († 1645)
- 23 aprile - Leone Modena, rabbino italiano († 1648)
- 24 aprile - Diego de Pantoja, gesuita e missionario spagnolo († 1618)

## Maggio(1)
- 11 maggio - Niwa Nagashige, militare giapponese († 1637)

## Giugno(2)
- 10 giugno - Cesare Trombetta, presbitero italiano († 1623)
- 19 giugno - Giovanni Francesco Sagredo, nobile italiano († 1620)

## Luglio(2)
- 16 luglio - Theodoor Galle, incisore, disegnatore e illustratore fiammingo († 1633)
- 22 luglio - Giovanni Battista Caccia, nobile italiano († 1609)

## Agosto(1)
- 2 agosto - Carlo I di Guisa, nobile francese († 1640)

## Settembre(5)
- 3 settembre - Maria Enrichetta di Nevers, nobile francese († 1601)
- 12 settembre - Álvaro de Bazán, generale spagnolo († 1646)
- 21 settembre - Giovanni Battista Magnani, architetto italiano († 1653)
- 21 settembre - Alfonso Navarrete, missionario spagnolo († 1617)
- 29 settembre - Caravaggio, pittore italiano († 1610)

## Ottobre(5)
- 7 ottobre - Maria di Sassonia-Weimar, religiosa tedesca († 1610)
- 12 ottobre - Lorenzo Pignoria, storico, antiquario e archeologo italiano († 1631)
- 15 ottobre - Jacob Matham, incisore e disegnatore olandese († 1631)
- 28 ottobre - Giacomo Goria, vescovo cattolico italiano († 1648)
- 28 ottobre - Girolamo Marciano, medico e letterato italiano († 1628)

## Dicembre(7)
- 4 dicembre - Ferdinando d'Asburgo, principe († 1578)
- 8 dicembre - Orazio Lancellotti, cardinale italiano († 1620)
- 9 dicembre - Metius, matematico olandese († 1635)
- 20 dicembre - Scévole de Sainte-Marthe, storico e umanista francese († 1650)
- 20 dicembre - Louis de Sainte-Marthe, storico e umanista francese († 1659)
- 27 dicembre - Giovanni Keplero, astronomo, astrologo e matematico tedesco († 1630)
- 27 dicembre - Jan Wiggers, giurista e teologo belga († 1639)

## Senza giorno specificato(52)
- Abdullah Ma'ayat Shah di Johor, sovrano malese († 1623)
- Henry Ainsworth, teologo inglese
- Barnabe Barnes, poeta e drammaturgo inglese († 1609)
- Bonifazio Bevilacqua Aldobrandini, cardinale e patriarca cattolico italiano († 1627)
- Willem Blaeu, cartografo e editore olandese († 1638)
- Vincenzo Casciarolo, chimico e alchimista italiano († 1624)
- Gaspare Celio, pittore italiano († 1640)
- Bernardino Cesari, pittore italiano († 1622)
- Francesco Colonna di Sciarra, I principe di Carbognano, nobile italiano († 1636)
- Camillo Costanzo, gesuita e missionario italiano († 1622)
- Alessandro Damasceni Peretti, cardinale italiano († 1623)
- Cornelis Jacobsz Delff, pittore olandese († 1643)
- Maria van Eicken, nobildonna olandese († 1636)
- Carlo Filiberto I d'Este, nobile († 1652)
- Gabrielle d'Estrées, francese († 1599)
- Anastasio Fontebuoni, pittore italiano († 1626)
- Tiberio Gambaruti, letterato italiano († 1623)
- Pierre Gilles, storico svizzero († 1646)
- Costanza Gonzaga, nobile italiana († 1651)
- Hasekura Tsunenaga, militare giapponese († 1622)
- Frederick de Houtman, esploratore olandese († 1627)
- Giulio Cesare Lagalla, filosofo e medico italiano († 1624)
- Thomas Lupo, gambista e compositore inglese († 1627)
- Aodh Mac Aingil, poeta e teologo irlandese († 1626)
- Filipe de Magalhães, compositore portoghese († 1652)
- Karel van Mallery, incisore fiammingo
- Lucrezia Marinelli, poetessa e scrittrice italiana († 1653)
- Lelio Martinengo, militare italiano
- Matsuura Hisanobu, militare giapponese († 1602)
- Mario Mattei Orsini, barone di Paganica, nobile e politico italiano († 1621)
- Juan de Mendoza y Luna, nobile spagnolo († 1628)
- Gasparo Mola, medaglista, orafo e scultore italiano († 1640)
- Paulus Moreelse, pittore e architetto olandese († 1638)
- Jan Harmensz von Müller, disegnatore e incisore olandese († 1628)
- Thomas Mun, economista inglese († 1641)
- No Keo Kuman, sovrano laotiano († 1596)
- Cesare Orsini, poeta italiano
- Giulio Parigi, architetto, matematico e incisore italiano († 1635)
- Panfilo Persico, presbitero italiano († 1625)
- Bartolomeo Picchiatti, architetto e ingegnere italiano († 1643)
- Carlo Antonio Procaccini, pittore italiano († 1630)
- Paolo Savelli, I principe di Albano, principe italiano († 1632)
- Bartolomeo Scala, religioso e storico italiano († 1652)
- Federico Spinola, ammiraglio italiano († 1603)
- Fabrizio Verospi, cardinale italiano († 1639)
- John Ward, compositore inglese († 1638)
- Yagyū Munenori, militare e scrittore giapponese († 1646)
- Krispin Zelger, politico e condottiero svizzero († 1626)
- Salomon de Brosse, architetto francese († 1626)
- Ascanio II della Corgna, nobile e politico italiano († 1606)
- Pieter van den Keere, cartografo, incisore e editore olandese († 1646)
- Mulla Sadra, filosofo e teologo iraniano († 1640)